# 近代社格制度
近代社格制度（きんだいしゃかくせいど）とは、明治維新以降、『延喜式』（延喜式神名帳）に倣って、新たに神社を等級化した制度である。第二次世界大戦後に廃止されたが、「旧社格」などの名称で神社の格を表す目安とされる。

## 歴史

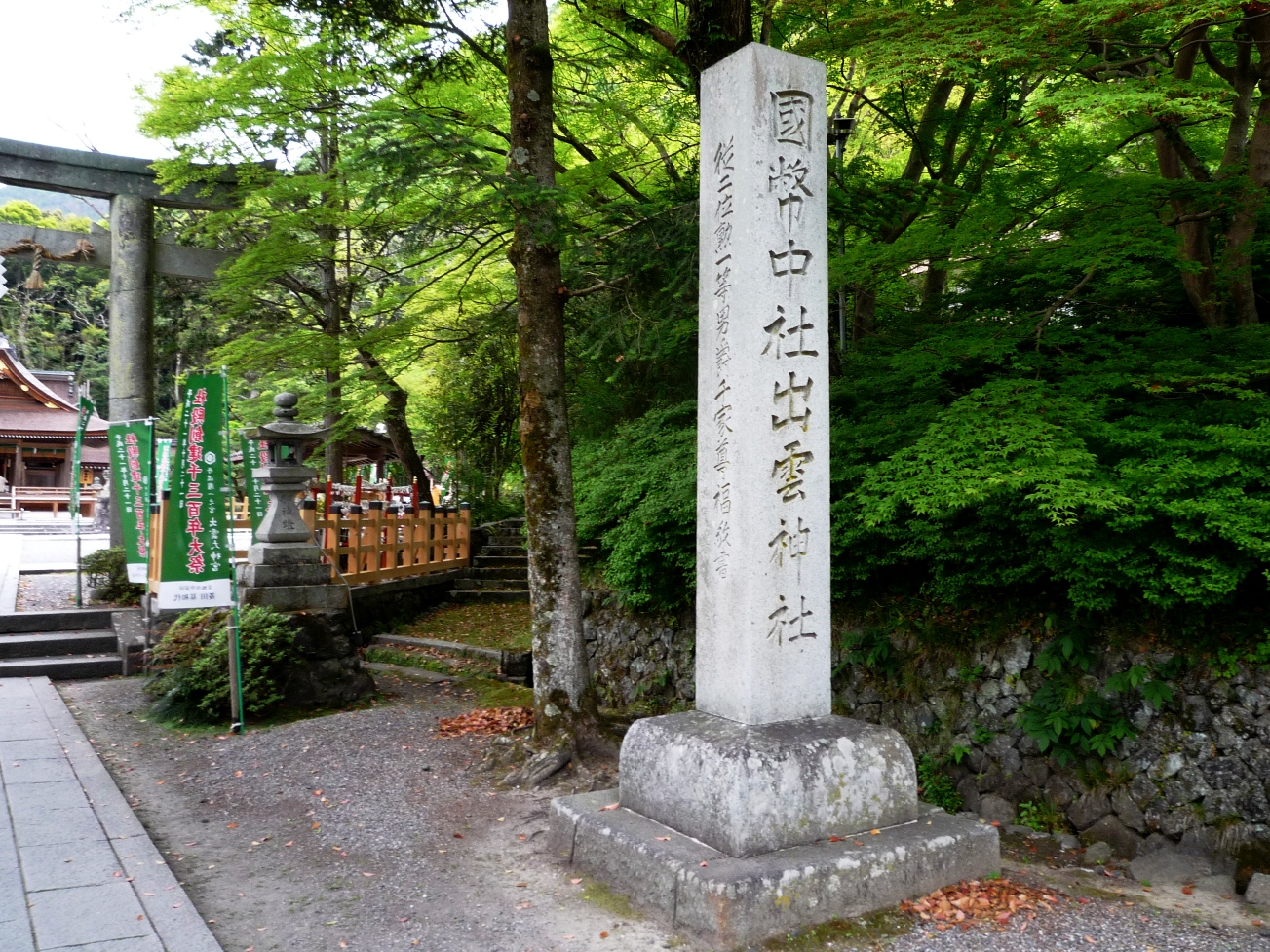
京都府亀岡市の出雲大神宮（京都府亀岡市）の社名標。旧社格とともに旧称の「出雲神社」が刻まれる。

明治4年5月14日（1871年7月1日）に太政官布告「官社以下定額・神官職制等規則」により制定。これ以前の初期の社格として神祇官直支配社（大奉幣社・中奉幣社・小奉幣社）や勅祭社（大祭社・中祭社・小祭社）があった。
昭和21年（1946年）2月2日、連合国軍最高司令官総司令部(GHQ)の神道指令により神社の国家管理が廃止されると同時に廃止。GHQの干渉を恐れ、石の社名標の社格が刻まれた部分をセメントで埋めた神社が多かった。その後セメントを除去した社名標もあるが、現在でもそのままのものも多い。
神社本庁は昭和23年（1948年）に包括する旧官国幣社の全てを別表神社に指定、人事で特別に扱うとしたが、これは社格とは無関係である。

## 分類
近代社格制度では、社格を官社と諸社（民社）、無格社に分ける。伊勢の神宮は、「全ての神社の上にあり、社格のない特別な存在」とされた。

### 官社
官社とは、祈年祭・新嘗祭に国から奉幣を受ける神社である。官社は神祇官が祀る官幣社と、地方官（国司）が祀る国幣社に分けられ、律令制の社格に倣ってそれぞれに大・中・小の格があり、「昇格」が行われた。官幣社・国幣社をまとめて官国幣社ともいう。
主として官幣社は二十二社や天皇・皇族を祀る神社など朝廷に縁のある神社、国幣社は各国の一宮や地方の有力神社が中心である。官幣社・国幣社に実質的差異はないが、例祭について、官幣社へは皇室（宮内省）から、国幣社へは国庫から幣帛が供進された点が異なる（祈年祭・新嘗祭はどちらも皇室から奉幣を受ける）。明治初年、国家の宗祀であるとして、官費が官社の経費として支給されたが、明治20年（1887年）度より毎年国庫から各社に保存金が下付され、明治39年（1906年）4月、供進金制度となった。金額は次第に増加し、昭和12年（1937年）度には73万円になった。また、朝鮮神宮、台湾神宮にはそれぞれの総督府から、靖国神社は陸軍省から、供進金があった。当初は官幣社のみに菊花紋章の社殿の装飾への使用が認められたが、明治7年（1874年）に国幣社にも認められた。
国幣大社は当初から指定された神社はなく、大正4年（1915年）に国幣中社の気多神社・大山祇神社・高良神社、県社の多度神社が昇格したのが最初である。最終的に1925年に6社となったが、官幣大社の65社、国幣中社の47社に比べると少なかった。
諸社からの昇格もあったため、全国約11万社のうち最終的に官社へ列格したのは218社であった。

#### 官社の社格の順
官国幣社（官社）については、官幣社は国幣社よりも格が上とされ、それぞれ大・中・小の順に格が下がる。
『神道辞典』などによると、官幣大社＞国幣大社＞官幣中社＞国幣中社＞官幣小社＞国幣小社＞別格官幣社 となるが、官幣中社と国幣大社はどちらが上かなどの明確な規定はない。

#### 別格官幣社
後に、国家に功績を挙げた忠臣や、国家のために亡くなった武将・志士・兵士などを祭神として祀る神社のために別格官幣社が創設され、明治5年（1872年）に楠木正成を主祭神とする湊川神社が初の別格官幣社に列格している。別格官幣社は官幣小社と待遇は同じであるが、国幣小社よりも上位とされた規定はない。
なお、臣下であった菅原道真を主祭神とする天満宮は天神信仰によって祭神は雷神と同一視されたため、北野神社（現・北野天満宮）と太宰府神社（現・太宰府天満宮）の2社が例外的に別格官幣社ではなく待遇が上となる官幣中社に列した。

#### 官幣国幣社等外別格
神奈川県により県内宗社として明治3年（1870年）に創建された伊勢山皇大神宮が、明治4年（1871年）に列されたもの。神祇省の令達書によれば「右神社ハ元伊勢神宮勧請ノ儀二付、官幣国幣社等外別格ニ處シ」とあるが、正式に制定された社格ではなかった。神奈川県もそれを不服とし、その後たびたび官幣中社あるいは国幣中社への昇格を求めている。

### 諸社
諸社は府県社・郷社・村社に分類される。
府県社は府、県、台湾の州、台湾、北海道、樺太の庁から奉幣を受け、郷社は府県、郡、または市から、村社は市町村から奉幣を受けた。また当初あった藩社は藩より奉幣を受けるとされたが、藩社が指定される前に廃藩置県で藩が消滅したため、列格した神社はない。ほか、朝鮮の「道供進社」は朝鮮の「道」から、同じく朝鮮の「府供進社」は朝鮮の「府」から奉幣を受け、内地の府県社に相当した。
府社の社格は東京府・大阪府・京都府の3府に所在の神社に与えられ、県社はそれ以外の県に所在の神社に与えられたが、北海道や樺太は「県」がないにもかかわらず県社とされた。また、1943年に東京都が誕生したが「府社」の名称はそのままとされ、近代社格制度の廃止まで「都社」はないままだった。
明治政府は当初、府藩県社（府藩県崇敬神社）と郷社（郷邑産土神社）の2種類で諸社を管理しようとしており、「郷社」については、氏子を管理するための特定の行政機能を示すものであった。明治政府は太政官布告の大小神社氏子取調（氏子調）で宗教政策を行い、江戸時代までの寺請制度に代わって、国民に対して在郷の神社の氏子となり、出生や住所の移動の際には守札の発行などが義務づけられた。この制度により、全国にはこれまで自然形成された村とほぼ同数の18万社あまりが成ったという。あくまでも氏子を管理するものであるため、官国幣社・府藩県社でも氏子がある場合は同時に郷社であることも考慮されていた。さらにその後、村社も郷社と同様の意味を持つが、郷社に付属するものとして設定されたものの、わずか2年で制度は廃止となった。しかし郷社定則は近代の氏神・氏子制度の基本となり、現代の氏子区域の基となった。その後、市政町村制度の施行や、いわゆる「明治の大合併」による行政区分の整理で一村一社の存在意義も薄れ、1906年（明治39年）の神社合祀令を経ると、明治末期には全国の神社の数は11万社余にまで減じた。
昇格もあったため、全国約11万社のうち最終的な府県社は1,148社、郷社は3,633社、村社は44,934社であったとされる。

#### 神饌幣帛料供進社
明治40年（1907年）からは、府県郷を始め、村社（指定神社以上）が例祭に地方公共団体の神饌幣帛料（しんせんへいはくりょう）の供進を受けることが、大正3年（1914年）4月からは祈年祭・新嘗祭にも神饌幣帛料の供進を受けることが、それぞれ認められ、神饌幣帛料供進社(しんせんへいはくりょうきょうしんしゃ）と称された。神饌幣帛料供進共進神社、神饌幣帛料供進指定神社、あるいは社格と併せ指定県社、指定村社等の表現も為される。

#### 諸社の社格の順
諸社（民社）は、府社=県社=藩社＞郷社＞村社の順である。
これらの社格の区別は実質的な待遇の差異を伴わず、特に官国幣社においては、官幣社と国幣社の区別の意義などがはっきりしなかった。より整備された社格制度を作ることも考えられたが、成立しなかった。だが、実質的な待遇を見れば、官国幣社、神饌幣帛料供進社（府県社と郷村社の一部）、それ以外の神社の3段階の社格になったといえる。
なお、社格とは国家による待遇の差を表したもので、その神社への崇敬の厚さを表したものではない。

### 無格社
無格社は、法的に認められた神社の中で村社に至らない神社であり、正式な社格ではなく、社格を有する神社と区別するための呼称だったが、社格の一種ともされるようになった。無格社の神社であってもほとんどは氏子を有し、水天宮や穴八幡宮、穴守稲荷神社のように著名な神社も存在した。村社以上の神社とは、神饌幣帛料供進がなかった点や境内地が地租もしくは地方税免除の対象とされなかった点などが異なる以外に、目立った相違はない。規模の小さな無格社の多くは、明治末期の神社合祀で廃社とされた。
全国約11万社のうち、無格社は1938年（昭和13年）の調査では60,496社あり、当時の神社数の半数であった。最終的には59,997社が存在したとされる。

### その他
社格ではないが、民立の護国神社と政府に保護された神社を区別するため、後者を内務大臣指定護国神社とした。
これとは別に、神社の祭礼に天皇から勅使が遣わされることがあり、このような神社を勅祭社とよびこれも社格に類して使われた。

## 官国幣社一覧
「社名」、「社格」は1946年の近代社格制度廃止時のもので、外地の神社は廃座時のもの。「所在地」は現在のもので、海外の神社については日本統治時代の地名。「式内」は式内社（名神は名神大社）、「一宮」は各国の一宮（括弧書きは新一の宮）、「別表」は別表神社・単立神社の別。「－」は、当時、神社がなかったことを示す。
| 社名             | 現在の社名                         | 所在地                     | 式内                 | 一宮                 | 別表 | 他の社格         |
| ---------------- | ---------------------------------- | -------------------------- | -------------------- | -------------------- | ---- | ---------------- |
| 官幣大社         |                                    |                            |                      |                      |      |                  |
| 札幌神社         | 北海道神宮                         | 北海道札幌市中央区         | －                   | 石狩国               | 別表 |                  |
| 月山神社         | 月山神社                           | 山形県東田川郡庄内町       | 名神                 |                      | 別表 |                  |
| 鹿島神宮         | 鹿島神宮                           | 茨城県鹿嶋市               | 名神                 | 常陸国               | 別表 | 勅祭社           |
| 香取神宮         | 香取神宮                           | 千葉県香取市               | 名神                 | 下総国               | 別表 | 勅祭社           |
| 安房神社         | 安房神社                           | 千葉県館山市               | 名神                 | 安房国               | 別表 |                  |
| 氷川神社         | 氷川神社                           | 埼玉県さいたま市大宮区     | 名神                 | 武蔵国               | 別表 | 勅祭社           |
| 日枝神社         | 日枝神社                           | 東京都千代田区             | －                   |                      | 別表 |                  |
| 明治神宮         | 明治神宮                           | 東京都渋谷区               | －                   | －                   | 別表 | 勅祭社           |
| 三嶋神社         | 三嶋大社                           | 静岡県三島市               | 名神                 | 伊豆国               | 別表 |                  |
| 浅間神社         | 富士山本宮浅間大社                 | 静岡県富士宮市             | 名神                 | 駿河国               | 別表 |                  |
| 諏訪神社         | 諏訪大社                           | 長野県諏訪市ほか           | 名神                 | 信濃国               | 別表 |                  |
| 熱田神宮         | 熱田神宮                           | 愛知県名古屋市熱田区       | 名神                 |                      | 別表 | 勅祭社           |
| 気比神宮         | 気比神宮                           | 福井県敦賀市               | 名神                 | 越前国               | 別表 |                  |
| 日吉（ひえ）神社 | 日吉（ひよし）大社                 | 滋賀県大津市               | 名神                 |                      | 別表 | 二十二社         |
| 建部神社         | 建部大社                           | 滋賀県大津市               | 名神                 | 近江国               | 別表 |                  |
| 多賀神社         | 多賀大社                           | 滋賀県犬上郡多賀町         | 小社                 |                      | 別表 |                  |
| 近江神宮         | 近江神宮                           | 滋賀県大津市               | －                   | －                   | 別表 | 勅祭社           |
| 国懸神宮         | 日前神宮・國懸神宮                 | 和歌山県和歌山市           | 名神                 | 紀伊国               | 単立 |                  |
| 日前神宮         | 日前神宮・國懸神宮                 | 和歌山県和歌山市           | 名神                 | 紀伊国               | 単立 |                  |
| 竈山神社         | 竈山神社                           | 和歌山県和歌山市           | 小社                 |                      | 別表 |                  |
| 熊野坐神社       | 熊野本宮大社                       | 和歌山県田辺市             | 名神                 |                      | 別表 |                  |
| 熊野速玉神社     | 熊野速玉大社                       | 和歌山県新宮市             | 大社                 |                      | 別表 |                  |
| 丹生都比売神社   | 丹生都比売神社                     | 和歌山県伊都郡かつらぎ町   | 名神                 | 紀伊国               | 別表 |                  |
| 賀茂別雷神社     | 賀茂別雷神社（上賀茂神社）         | 京都府京都市北区           | 名神                 | 山城国               | 別表 | 二十二社・勅祭社 |
| 賀茂御祖神社     | 賀茂御祖神社（下鴨神社）           | 京都府京都市左京区         | 名神                 | 山城国               | 別表 | 二十二社・勅祭社 |
| 石清水八幡宮     | 石清水八幡宮                       | 京都府八幡市               |                      |                      | 別表 | 二十二社・勅祭社 |
| 松尾神社         | 松尾大社                           | 京都府京都市西京区         | 名神                 |                      | 別表 | 二十二社         |
| 平野神社         | 平野神社                           | 京都府京都市北区           | 名神                 |                      | 別表 | 二十二社         |
| 稲荷神社         | 伏見稲荷大社                       | 京都府京都市伏見区         | 名神                 |                      | 単立 | 二十二社         |
| 平安神宮         | 平安神宮                           | 京都府京都市左京区         | －                   | －                   | 別表 | 勅祭社           |
| 八坂神社         | 八坂神社                           | 京都府京都市東山区         |                      |                      | 別表 | 二十二社         |
| 白峯神宮         | 白峯神宮                           | 京都府京都市上京区         | －                   | －                   | 別表 |                  |
| 大神神社         | 大神神社                           | 奈良県桜井市               | 名神                 | 大和国               | 別表 | 二十二社         |
| 大和神社         | 大和神社                           | 奈良県天理市               | 名神                 |                      | 別表 | 二十二社         |
| 石上神宮         | 石上神宮                           | 奈良県天理市               | 名神                 |                      | 別表 | 二十二社         |
| 春日神社         | 春日大社                           | 奈良県奈良市               | 名神                 |                      | 別表 | 二十二社・勅祭社 |
| 廣瀬神社         | 廣瀬大社                           | 奈良県北葛城郡河合町       | 名神                 |                      | 別表 | 二十二社         |
| 龍田神社         | 龍田大社                           | 奈良県生駒郡三郷町         | 名神                 |                      | 別表 | 二十二社         |
| 丹生川上神社     | 丹生川上神社（中社）               | 奈良県吉野郡東吉野村       | 名神                 |                      | 別表 | 二十二社         |
| 丹生川上神社     | 丹生川上神社上社                   | 奈良県吉野郡川上村         | 名神                 | 別表                 |      | 二十二社         |
| 丹生川上神社     | 丹生川上神社下社                   | 奈良県吉野郡下市町         | 名神                 | 別表                 |      | 二十二社         |
| 橿原神宮         | 橿原神宮                           | 奈良県橿原市               | －                   | －                   | 別表 | 勅祭社           |
| 吉野神宮         | 吉野神宮                           | 奈良県吉野郡吉野町         | －                   | －                   | 別表 |                  |
| 枚岡神社         | 枚岡神社                           | 大阪府東大阪市             | 名神                 | 河内国               | 別表 |                  |
| 大鳥神社         | 大鳥大社                           | 大阪府堺市西区             | 名神                 | 和泉国               | 別表 |                  |
| 住吉神社         | 住吉大社                           | 大阪府大阪市住吉区         | 名神                 | 摂津国               | 別表 | 二十二社         |
| 生国魂神社       | 生国魂神社                         | 大阪府大阪市天王寺区       | 名神                 |                      | 別表 |                  |
| 水無瀬神宮       | 水無瀬神宮                         | 大阪府三島郡島本町         | －                   | －                   | 別表 |                  |
| 廣田神社         | 廣田神社                           | 兵庫県西宮市               | 名神                 |                      | 別表 | 二十二社         |
| 伊弉諾神社       | 伊弉諾神宮                         | 兵庫県淡路市               | 名神                 | 淡路国               | 別表 |                  |
| 出雲大社         | 出雲大社                           | 島根県出雲市               | 名神                 | 出雲国               | 別表 | 勅祭社           |
| 赤間神宮         | 赤間神宮                           | 山口県下関市               | －                   |                      | 別表 |                  |
| 香椎宮           | 香椎宮                             | 福岡県福岡市東区           |                      |                      | 別表 | 勅祭社           |
| 宗像神社         | 宗像大社                           | 福岡県宗像市               | 名神                 |                      | 別表 |                  |
| 筥崎宮           | 筥崎宮                             | 福岡県福岡市東区           | 名神                 | 筑前国               | 別表 |                  |
| 宇佐神宮         | 宇佐神宮                           | 大分県宇佐市               | 名神                 | 豊前国               | 別表 | 勅祭社           |
| 阿蘇神社         | 阿蘇神社                           | 熊本県阿蘇市               | 名神                 | 肥後国               | 別表 |                  |
| 宮崎神宮         | 宮崎神宮                           | 宮崎県宮崎市               |                      |                      | 別表 |                  |
| 鵜戸神宮         | 鵜戸神宮                           | 宮崎県日南市               |                      |                      | 別表 |                  |
| 霧島神宮         | 霧島神宮                           | 鹿児島県霧島市             |                      |                      | 別表 |                  |
| 鹿児島神宮       | 鹿児島神宮                         | 鹿児島県霧島市             | 大社                 | 大隅国               | 別表 |                  |
| 樺太神社         | （廃社）                           | 樺太豊原市                 | －                   | －                   | －   |                  |
| 台湾神宮         | （廃社）                           | 台湾台北州台北市           | －                   | －                   | －   |                  |
| 朝鮮神宮         | （廃社）                           | 朝鮮京畿道京城府           | －                   | －                   | －   | 勅祭社           |
| 扶余神宮         | （未鎮座）                         | 朝鮮忠清南道扶餘郡         | －                   | －                   | －   |                  |
| 関東神宮         | （廃社）                           | 関東州旅順市               | －                   | －                   | －   |                  |
| 南洋神社         | 南洋神社（廃社の後に再建）         | 南洋庁パラオ・コロール島   | －                   | －                   | －   |                  |
| 国幣大社         |                                    |                            |                      |                      |      |                  |
| 気多神社         | 気多大社                           | 石川県羽咋市               | 名神                 | 能登国               | 単立 |                  |
| 南宮神社         | 南宮大社                           | 岐阜県不破郡垂井町         | 名神                 | 美濃国               | 別表 |                  |
| 多度神社         | 多度大社                           | 三重県桑名市               | 名神                 |                      | 別表 |                  |
| 熊野神社         | 熊野大社                           | 島根県松江市               | 名神                 | 出雲国               | 別表 |                  |
| 大山祇神社       | 大山祇神社                         | 愛媛県今治市               | 名神                 | 伊予国               | 別表 |                  |
| 高良神社         | 高良大社                           | 福岡県久留米市             | 名神                 | 筑後国               | 別表 |                  |
| 官幣中社         |                                    |                            |                      |                      |      |                  |
| 金鑚神社         | 金鑚神社                           | 埼玉県児玉郡神川町         | 名神                 |                      | 別表 |                  |
| 鎌倉宮           | 鎌倉宮                             | 神奈川県鎌倉市             | －                   | －                   | 単立 |                  |
| 井伊谷宮         | 井伊谷宮                           | 静岡県浜松市浜名区         | －                   | －                   | 別表 |                  |
| 金崎宮           | 金崎宮                             | 福井県敦賀市               | －                   | －                   | 別表 |                  |
| 御上神社         | 御上神社                           | 滋賀県野洲市               | 名神                 |                      | 別表 |                  |
| 伊太祁󠄀曽神社     | 伊太祁󠄀曽神社                       | 和歌山県和歌山市           | 名神                 | 紀伊国               | 別表 |                  |
| 熊野那智神社     | 熊野那智大社                       | 和歌山県東牟婁郡那智勝浦町 |                      |                      | 別表 |                  |
| 梅宮神社         | 梅宮大社                           | 京都府京都市右京区         | 名神                 |                      | 単立 | 二十二社         |
| 貴船神社         | 貴船神社                           | 京都府京都市左京区         | 名神                 |                      | 別表 | 二十二社         |
| 大原野神社       | 大原野神社                         | 京都府京都市西京区         |                      |                      | 別表 | 二十二社         |
| 吉田神社         | 吉田神社                           | 京都府京都市左京区         |                      |                      | 別表 | 二十二社         |
| 北野神社         | 北野天満宮                         | 京都府京都市上京区         | －                   |                      | 別表 | 二十二社         |
| 坐摩神社         | 坐摩神社                           | 大阪府大阪市中央区         | 名神                 | 摂津国               | 別表 |                  |
| 生田神社         | 生田神社                           | 兵庫県神戸市中央区         | 名神                 |                      | 別表 |                  |
| 海神社           | 海神社                             | 兵庫県神戸市垂水区         | 名神                 |                      | 別表 |                  |
| 長田神社         | 長田神社                           | 兵庫県神戸市長田区         | 名神                 |                      | 別表 |                  |
| 吉備津神社       | 吉備津神社                         | 岡山県岡山市北区           | 名神                 | 備中国               | 別表 |                  |
| 厳島神社         | 厳島神社                           | 広島県廿日市市             | 名神                 | 安芸国               | 別表 |                  |
| 住吉神社         | 住吉神社                           | 山口県下関市               | 名神                 | 長門国               | 別表 |                  |
| 太宰府神社       | 太宰府天満宮                       | 福岡県太宰府市             | －                   |                      | 別表 |                  |
| 英彦山神社       | 英彦山神宮                         | 福岡県田川郡添田町         |                      |                      | 別表 |                  |
| 八代宮           | 八代宮                             | 熊本県八代市               | －                   | －                   | 別表 |                  |
| 台南神社         | （廃社）                           | 台湾台南州台南市           | －                   | －                   | －   |                  |
| 国幣中社         |                                    |                            |                      |                      |      |                  |
| 函館八幡宮       | 函館八幡宮                         | 北海道函館市               | －                   |                      | 別表 |                  |
| 鹽竈神社         | 志波彦神社・鹽竈神社               | 宮城県塩竈市               |                      | 陸奥国               | 別表 |                  |
| 志波彦神社       | 志波彦神社・鹽竈神社               | 宮城県塩竈市               | 名神                 |                      | 別表 |                  |
| 大物忌神社       | 鳥海山大物忌神社                   | 山形県飽海郡遊佐町         | 名神                 | 出羽国               | 別表 |                  |
| 都々古別神社     | 都都古別神社（八槻都都古別神社）   | 福島県東白川郡棚倉町八槻   | 名神                 | 陸奥国               | 別表 |                  |
| 都々古別神社     | 都都古和気神社（馬場都都古別神社） | 福島県東白川郡棚倉町馬場   | 名神                 | 陸奥国               | 別表 |                  |
| 伊佐須美神社     | 伊佐須美神社                       | 福島県大沼郡会津美里町     | 名神                 | （岩代国）           | 別表 |                  |
| 二荒山神社       | 二荒山神社（日光二荒山神社）       | 栃木県日光市               | 名神                 | 下野国               | 別表 |                  |
| 二荒山神社       | 二荒山神社（宇都宮二荒山神社）     | 栃木県宇都宮市             | 名神                 | 下野国               | 別表 |                  |
| 貫前神社         | 一之宮貫前神社                     | 群馬県富岡市               | 名神                 | 上野国               | 別表 |                  |
| 大洗磯前神社     | 大洗磯前神社                       | 茨城県東茨城郡大洗町       | 名神                 |                      | 別表 |                  |
| 酒列磯前神社     | 酒列磯前神社                       | 茨城県ひたちなか市         | 名神                 |                      | 別表 |                  |
| 玉前神社         | 玉前神社                           | 千葉県長生郡一宮町         | 名神                 | 上総国               | 別表 |                  |
| 寒川神社         | 寒川神社                           | 神奈川県高座郡寒川町       | 名神                 | 相模国               | 別表 |                  |
| 鶴岡八幡宮       | 鶴岡八幡宮                         | 神奈川県鎌倉市             | －                   | 相模国               | 別表 |                  |
| 浅間神社         | 浅間神社                           | 山梨県笛吹市               | 名神                 | 甲斐国               | 別表 |                  |
| 生島足島神社     | 生島足島神社                       | 長野県上田市               | 名神                 |                      | 別表 |                  |
| 弥彦神社         | 弥彦神社                           | 新潟県西蒲原郡弥彦村       | 名神                 | 越後国               | 別表 |                  |
| 射水神社         | 射水神社                           | 富山県高岡市               | 名神                 | 越中国               | 別表 |                  |
| 白山比咩神社     | 白山比咩神社                       | 石川県白山市               | 小社                 | 加賀国               | 別表 |                  |
| 若狭彦神社       | 若狭彦神社・若狭姫神社             | 福井県小浜市               | 名神                 | 若狭国               | 別表 |                  |
| 真清田神社       | 真清田神社                         | 愛知県一宮市               | 名神                 | 尾張国               | 別表 |                  |
| 大県神社         | 大県神社                           | 愛知県犬山市               | 名神                 |                      | 別表 |                  |
| 敢国神社         | 敢国神社                           | 三重県伊賀市               | 大社                 | 伊賀国               | 別表 |                  |
| 出雲神社         | 出雲大神宮                         | 京都府亀岡市               | 名神                 | 丹波国               | 単立 |                  |
| 籠神社           | 籠神社（元伊勢籠神社）             | 京都府宮津市               | 名神                 | 丹後国               | 別表 |                  |
| 出石神社         | 出石神社                           | 兵庫県豊岡市               | 名神                 | 但馬国               | 別表 |                  |
| 伊和神社         | 伊和神社                           | 兵庫県宍粟市               | 名神                 | 播磨国               | 別表 |                  |
| 中山神社         | 中山神社                           | 岡山県津山市               | 名神                 | 美作国               | 別表 |                  |
| 安仁神社         | 安仁神社                           | 岡山県岡山市東区           | 名神                 | 備前国               | 別表 |                  |
| 速谷神社         | 速谷神社                           | 広島県廿日市市             | 名神                 |                      | 別表 |                  |
| 宇倍神社         | 宇倍神社                           | 鳥取県鳥取市               | 名神                 | 因幡国               | 別表 |                  |
| 水若酢神社       | 水若酢神社                         | 島根県隠岐郡隠岐の島町     | 名神                 | 隠岐国               | 別表 |                  |
| 美保神社         | 美保神社                           | 島根県松江市               | 小社                 |                      | 別表 |                  |
| 玉祖神社         | 玉祖神社                           | 山口県防府市               | 小社                 | 周防国               | 別表 |                  |
| 田村神社         | 田村神社                           | 香川県高松市               | 名神                 | 讃岐国               | 別表 |                  |
| 金刀比羅宮       | 金刀比羅宮                         | 香川県仲多度郡琴平町       |                      |                      | 単立 |                  |
| 伊曽乃神社       | 伊曽乃神社                         | 愛媛県西条市               | 名神                 |                      | 別表 |                  |
| 忌部神社         | 忌部神社                           | 徳島県徳島市               | 名神                 |                      | 別表 |                  |
| 大麻比古神社     | 大麻比古神社                       | 徳島県鳴門市               | 名神                 | 阿波国               | 別表 |                  |
| 土佐神社         | 土佐神社                           | 高知県高知市               | 大社                 | 土佐国               | 別表 |                  |
| 西寒多神社       | 西寒多神社                         | 大分県大分市               | 大社                 | 豊後国               | 別表 |                  |
| 田島神社         | 田島神社                           | 佐賀県唐津市               | 名神                 |                      | 別表 |                  |
| 住吉神社         | 住吉神社                           | 長崎県壱岐市               | 名神                 |                      | 別表 |                  |
| 海神神社         | 海神神社                           | 長崎県対馬市               | 名神                 | 対馬国               | 別表 |                  |
| 諏訪神社         | 諏訪神社                           | 長崎県長崎市               | －                   |                      | 別表 |                  |
| 新田神社         | 新田神社                           | 鹿児島県薩摩川内市         | －                   | 薩摩国               | 別表 |                  |
| 官幣小社         |                                    |                            |                      |                      |      |                  |
| 大國魂神社       | 大國魂神社                         | 東京都府中市               |                      |                      | 別表 |                  |
| 竈門神社         | 竈門神社                           | 福岡県太宰府市             | 名神                 |                      | 別表 |                  |
| 志賀海神社       | 志賀海神社                         | 福岡県福岡市東区           | 名神                 |                      | 別表 |                  |
| 住吉神社         | 住吉神社                           | 福岡県福岡市博多区         | 名神                 | 筑前国               | 別表 |                  |
| 波上宮           | 波上宮                             | 沖縄県那覇市               | －                   | （琉球国）           | 別表 |                  |
| 国幣小社         |                                    |                            |                      |                      |      |                  |
| 岩木山神社       | 岩木山神社                         | 青森県弘前市               |                      | （津軽国）           | 別表 |                  |
| 古四王神社       | 古四王神社                         | 秋田県秋田市               |                      |                      | 別表 |                  |
| 駒形神社         | 駒形神社                           | 岩手県奥州市               | 小社                 | （陸中国）           | 別表 |                  |
| 出羽神社         | 出羽神社                           | 山形県鶴岡市               | 小社                 |                      | 別表 |                  |
| 湯殿山神社       | 湯殿山神社                         | 山形県鶴岡市               |                      |                      | 別表 |                  |
| 秩父神社         | 秩父神社                           | 埼玉県秩父市               | 小社                 | （知知夫国）         | 別表 |                  |
| 箱根神社         | 箱根神社                           | 神奈川県足柄下郡箱根町     |                      |                      | 別表 |                  |
| 小国神社         | 小国神社                           | 静岡県周智郡森町           | 小社                 | 遠江国               | 別表 |                  |
| 浅間神社         | 神部神社・浅間神社・大歳御祖神社   | 静岡県静岡市葵区           |                      |                      | 別表 |                  |
| 大歳御祖神社     | 神部神社・浅間神社・大歳御祖神社   | 静岡県静岡市葵区           |                      |                      | 別表 |                  |
| 神部神社         | 神部神社・浅間神社・大歳御祖神社   | 静岡県静岡市葵区           | 小社                 |                      | 別表 |                  |
| 伊豆山神社       | 伊豆山神社                         | 静岡県熱海市               | 小社                 |                      | 別表 |                  |
| 戸隠神社         | 戸隠神社                           | 長野県長野市               |                      |                      | 別表 |                  |
| 穂高神社         | 穂高神社                           | 長野県安曇野市             | 名神                 |                      | 別表 |                  |
| 度津神社         | 度津神社                           | 新潟県佐渡市               | 小社                 | 佐渡国               | 別表 |                  |
| 高瀬神社         | 高瀬神社                           | 富山県南砺市               | 小社                 | 越中国               | 別表 |                  |
| 雄山神社         | 雄山神社                           | 富山県中新川郡立山町       | 小社                 | 越中国               | 別表 |                  |
| 菅生石部神社     | 菅生石部神社                       | 石川県加賀市               | 小社                 |                      | 別表 |                  |
| 剣神社           | 剣神社                             | 福井県丹生郡越前町         | 小社                 |                      | 別表 |                  |
| 水無神社         | 飛騨一宮水無神社                   | 岐阜県高山市               | 小社                 | 飛騨国               | 別表 |                  |
| 伊奈波神社       | 伊奈波神社                         | 岐阜県岐阜市               | 小社                 |                      | 別表 |                  |
| 砥鹿神社         | 砥鹿神社                           | 愛知県豊川市               | 小社                 | 三河国               | 別表 |                  |
| 津島神社         | 津島神社                           | 愛知県津島市               | 小社                 |                      | 別表 |                  |
| 尾張大国霊神社   | 尾張大国霊神社                     | 愛知県稲沢市               | 小社                 |                      | 別表 |                  |
| 吉備津彦神社     | 吉備津彦神社                       | 岡山県岡山市北区           |                      | 備前国               | 別表 |                  |
| 吉備津神社       | 吉備津神社                         | 広島県福山市               |                      | 備後国               | 別表 |                  |
| 沼名前神社       | 沼名前神社                         | 広島県福山市               | 小社                 |                      | 別表 |                  |
| 大神山神社       | 大神山神社                         | 鳥取県米子市               | 小社                 |                      | 別表 |                  |
| 倭文神社         | 倭文神社                           | 鳥取県東伯郡湯梨浜町       | 小社                 | 伯耆国               | 別表 |                  |
| 日御碕神社       | 日御碕神社                         | 島根県出雲市               | 小社                 |                      | 別表 |                  |
| 物部神社         | 物部神社                           | 島根県大田市               | 小社                 | 石見国               | 別表 |                  |
| 須佐神社         | 須佐神社                           | 島根県出雲市               | 小社                 |                      | 別表 |                  |
| 佐太神社         | 佐太神社                           | 島根県松江市               | 小社                 |                      | 別表 |                  |
| 忌宮神社         | 忌宮神社                           | 山口県下関市               | 小社                 |                      | 別表 |                  |
| 千栗八幡宮       | 千栗八幡宮                         | 佐賀県三養基郡みやき町     |                      | 肥前国               | 別表 |                  |
| 柞原八幡宮       | 柞原八幡宮                         | 大分県大分市               |                      | 豊後国               | 別表 |                  |
| 藤崎八旛宮       | 藤崎八旛宮                         | 熊本県熊本市中央区         |                      |                      | 別表 |                  |
| 都農神社         | 都農神社                           | 宮崎県児湯郡都農町         | 小社                 | 日向国               | 別表 |                  |
| 枚聞神社         | 枚聞神社                           | 鹿児島県指宿市             | 小社                 | 薩摩国               | 別表 |                  |
| 京城神社         | （廃社）                           | 朝鮮京城府                 | －                   | －                   | －   |                  |
| 龍頭山神社       | （廃社）                           | 朝鮮慶尚南道釜山府         | －                   | －                   | －   |                  |
| 大邱神社         | （廃社）                           | 朝鮮慶尚北道大邱府         | －                   | －                   | －   |                  |
| 平壌神社         | （廃社）                           | 朝鮮平安南道平壌府         | －                   | －                   | －   |                  |
| 光州神社         | （廃社）                           | 朝鮮全羅南道光州府         | －                   | －                   | －   |                  |
| 江原神社         | （廃社）                           | 朝鮮江原道春川郡           | －                   | －                   | －   |                  |
| 全州神社         | （廃社）                           | 朝鮮全羅北道全州府         | －                   | －                   | －   |                  |
| 咸興神社         | （廃社）                           | 朝鮮咸鏡南道咸興府         | －                   | －                   | －   |                  |
| 新竹神社         | （廃社）                           | 台湾新竹州新竹市           | －                   | －                   | －   |                  |
| 台中神社         | （廃社）                           | 台湾台中州台中市           | －                   | －                   | －   |                  |
| 嘉義神社         | （廃社）                           | 台湾台南州嘉義市           | －                   | －                   | －   |                  |
| 社名             | 現在の社名                         | 所在地                     | 主な祭神             | 主な祭神             | 別表 | 他の社格         |
| 別格官幣社       |                                    |                            |                      |                      |      |                  |
| 上杉神社         | 上杉神社                           | 山形県米沢市               | 上杉謙信             | 上杉謙信             | 別表 |                  |
| 霊山神社         | 霊山神社                           | 福島県伊達市               | 北畠親房、北畠顕家他 | 北畠親房、北畠顕家他 | 別表 |                  |
| 東照宮           | 東照宮（日光東照宮）               | 栃木県日光市               | 徳川家康他           | 徳川家康他           | 単立 |                  |
| 唐沢山神社       | 唐沢山神社                         | 栃木県佐野市               | 藤原秀郷             | 藤原秀郷             | 別表 |                  |
| 常磐神社         | 常磐神社                           | 茨城県水戸市               | 徳川光圀、徳川斉昭   | 徳川光圀、徳川斉昭   | 別表 |                  |
| 小御門神社       | 小御門神社                         | 千葉県成田市               | 藤原師賢             | 藤原師賢             | 別表 |                  |
| 靖国神社         | 靖国神社                           | 東京都千代田区             | 護国の英霊           | 護国の英霊           | 単立 | 勅祭社           |
| 東照宮           | 久能山東照宮                       | 静岡県静岡市駿河区         | 徳川家康             | 徳川家康             | 別表 |                  |
| 尾山神社         | 尾山神社                           | 石川県金沢市               | 前田利家             | 前田利家             | 別表 |                  |
| 福井神社         | 福井神社                           | 福井県福井市               | 松平慶永             | 松平慶永             | 別表 |                  |
| 藤島神社         | 藤島神社                           | 福井県福井市               | 新田義貞             | 新田義貞             | 別表 |                  |
| 結城神社         | 結城神社                           | 三重県津市                 | 結城宗広             | 結城宗広             | 別表 |                  |
| 北畠神社         | 北畠神社                           | 三重県津市                 | 北畠顕能             | 北畠顕能             | 別表 |                  |
| 護王神社         | 護王神社                           | 京都府京都市上京区         | 和気清麻呂他         | 和気清麻呂他         | 別表 |                  |
| 建勲神社         | 建勲神社                           | 京都府京都市北区           | 織田信長             | 織田信長             | 単立 |                  |
| 豊国神社         | 豊国神社                           | 京都府京都市東山区         | 豊臣秀吉             | 豊臣秀吉             | 別表 |                  |
| 梨木神社         | 梨木神社                           | 京都府京都市上京区         | 三条実美他           | 三条実美他           | 単立 |                  |
| 談山神社         | 談山神社                           | 奈良県桜井市               | 藤原鎌足             | 藤原鎌足             | 別表 |                  |
| 阿部野神社       | 阿部野神社                         | 大阪府大阪市阿倍野区       | 北畠親房、北畠顕家   | 北畠親房、北畠顕家   | 別表 |                  |
| 四條畷神社       | 四條畷神社                         | 大阪府四條畷市             | 楠木正行             | 楠木正行             | 別表 |                  |
| 湊川神社         | 湊川神社                           | 兵庫県神戸市中央区         | 楠木正成             | 楠木正成             | 別表 |                  |
| 名和神社         | 名和神社                           | 鳥取県西伯郡大山町         | 名和長年             | 名和長年             | 別表 |                  |
| 豊榮神社         | 豊榮神社                           | 山口県山口市               | 毛利元就             | 毛利元就             | 別表 |                  |
| 野田神社         | 野田神社                           | 山口県山口市               | 毛利敬親他           | 毛利敬親他           | 別表 |                  |
| 山内神社         | 山内神社                           | 高知県高知市               | 土佐藩歴代藩主       | 土佐藩歴代藩主       | 単立 |                  |
| 佐嘉神社         | 佐嘉神社                           | 佐賀県佐賀市               | 鍋島直正他           | 鍋島直正他           | 別表 |                  |
| 菊池神社         | 菊池神社                           | 熊本県菊池市               | 菊池武時他           | 菊池武時他           | 別表 |                  |
| 照国神社         | 照国神社                           | 鹿児島県鹿児島市           | 島津斉彬             | 島津斉彬             | 別表 |                  |

## 関連図書
- 山田米吉編『勤王事蹟別格官幣社精史』日本図書刊行会、1935年（国立国会図書館デジタルコレクション）